# Аеропорто (Катанцаро)
Аеропорто (итал. Aeroporto) је насеље у Италији у округу Катанцаро, региону Калабрија.
Према процени из 2011. у насељу је живело 28 становника. Насеље се налази на надморској висини од 6 м.